# Зниження шкоди тютюну
Зниження шкоди тютюну (THR) є стратегією суспільної охорони здоров'я, яка заснована з метою зменшення ризиків для здоров'я, пов'язаних з використанням нікотину, як приклад загальної концепції по скороченню шкоди в боротьбі із зловживанням іншими наркотиками. Тютюнопаління широко визнане як провідна причина захворюваності і смертності. Проте, сам по собі нікотин не є дуже шкідливим, що доводиться тривалим його використанням у виробленні нікотинозамісної продукції. Таким чином, заходи по зниженню шкоди тютюну були спрямовані на скорочення або припинення використання тютюну для паління за рахунок пошуку альтернативних варіантів, у тому числі:
1. Скорочення споживання (довгострокове або перед повною відмовою від куріння).
2. Тимчасове утримання.
3. Перехід до нетютюнових нікотиновмісних продуктів, таких як фармацевтична нікотинова замісна терапія або, як правило, неліцензійна продукція (наприклад, електронні сигарети).
4. Перехід до бездимних тютюнових виробів, таких як шведський жувальний тютюн.
5. Перехід до негорючих органічних тютюнових виробів або тютюнових виробів без добавок.

Широко відомо, що лише повна відмова від паління забезпечує найбільший рівень зменшення ризику. Тим не менш, затверджені методи відмови від куріння мають 90% невдач при використанні за призначенням. Крім того, існує значна кількість курців, які не можуть або не бажають позбутися залежності. Тому, скорочення шкоди принесе істотну користь як для таких курців, так і для суспільного здоров'я в цілому. Забезпечення курців альтернативами по зниженню шкоди з більшою імовірністю призведе до зниження загального ризику серед населення, ніж фокусування уваги лише на політиці утримання.
Стратегія є спірною: прихильники даної програми стверджують, що зменшення ризику для здоров'я для індивідуального користувача є результативним і проявляється для населення у меншій кількості хвороб і смертей, пов'язаних з тютюнопалінням. Противники ж заперечують, що деякі аспекти даної стратегії перешкоджають утриманню від вживання і припинення тютюнопаління і, відповідно, можуть сприяти його розповсюдженню.

## Історія
Концепція стратегії щодо зниження шкоди від тютюну була створена в 1976 році. Саме тоді професор Майкл Рассел написав: «Люди курять заради нікотину, але помирають вони від смоли» і припустив, що співвідношення вмісту тютюнових смол до нікотину може бути ключовим у вирішенні питання безпечного паління. З тих пір прийнято вважати, що шкода від куріння спричиняється здебільшого токсинами, що вивільнюються в процесі горіння тютюну. На відміну від цього, негорючі тютюнові вироби, так само як і нікотиновмісні продукти зниженого ризику, є значно менш шкідливими, хоча все ще мають потенційну здатність викликати залежність.
Дебати з приводу зниження шкоди тютюну, як правило, мають географічно визначену аргументацію, враховуючи різницю в правовому, моральному та історичному статусі тютюну, різноманітність тютюнових виробів і їх використання в різних культурах по всьому світу. Наприклад, куріння сигарет є переважаючим в Сполучені Штати Америки, в той час як використання сигар, люльок і бездимного тютюну є оптимальним для набагато меншої частини населення. Зусилля прихильників анти-тютюнового руху і популяризація інформації щодо негативних наслідків паління для здоров'я протягом кількох останніх десятиліть призвели до обмежень у продажах і використанні тютюнових виробів. Незважаючи на це, тютюн у всіх його формах залишається легальним до використання у більшості спільнот. Доказом тому є Європейський Союз, де найнебезпечніші продукти (сигарети) вважаються допустимими, але вироби з бездимного тютюну, які набагато менш небезпечні, заборонені. Винятком є лише Швеція, де існує давня традиція вживання бездимного тютюну серед чоловіків.
В жовтні 2008 року Американська асоціація лікарів громадської охорони здоров'я American Association of Public Health Physicians (AAPHP) стала першою медичною організацією в США, яка офіційно схвалила зниження шкоди тютюну як життєздатну стратегію для скорочення кількості смертей, пов'язаних з курінням. Джоел Нітцкін, доктор медичних наук, зазначає: «Таким чином, якщо ми можемо довести, що нікотин в електронних сигаретах в основному є варіантом того ж нікотину, який знаходиться в рецептурних продуктах, у нас є всі підстави вважати, що небезпека, яку представляють електронні сигарети буде значно нижче, ніж 1%, і, ймовірно, становитиме менше, ніж одну десяту відсотка від небезпеки, спричиненої вживанням звичайних сигарет».
IУ Сполучених Штатах, інспектори тютюнових виробів та інші прихильники анти-тютюнового руху виступають проти підходів програми THR. Вони, як правило, вмотивовані нераціональною відразою до тютюну та істотними фінансовими зв'язками з фармацевтичною промисловістю. Екстремісти анти-тютюнового руху успішно ведуть кампанію дезінформації, результатом якої є розповсюдження некоректних заяв, спрямованих на запобігання поширенню серед курців інформації про рятівний потенціал підходів THR.

## «Безпечні сигарети»
Виробники сигарет намагалися розробляти більш безпечні варіанти майже 50 років, але результати були, в кращому випадку, незначними. На початку 1950-х років було введено використання фільтрів, а продаж низькопродуктивних сигарет тривав до кінця 1960-х років. Спочатку вважалося, що ці нововведення забезпечуватимуть зниження шкоди від паління. Наприклад, у 1976 році дослідники Американського онкологічного товариства опублікували дослідження, в якому доводилось, що легкі сигарети є більш безпечними. Автори дослідження писали, що "загальний коефіцієнт смертності, смертності від ішемічної хвороби серця і смертності від раку легенів були дещо нижчими для тих, хто курив сигарети з „низьким“ вмістом тютюнових смол, ніж для тих, хто курив сигарети з „високим“ вмістом".

## Бездимний тютюн
Було встановлено, що використання шведського та американського бездимного тютюну забезпечує лише від 0,1% до 10% ризиків під час куріння, в той час як не курильний тютюн в Індії та Азії містять більш високі рівні забруднюючих речовин і, таким чином, призводять до більших ризиків. Дві визнані медичні групи вважають, що бездимний тютюн може відіграти роль у зниженні рівня пов'язаних з курінням смертей. У 2007 році Британський Королівський коледж лікарів прийшов до висновку, «… що курці палять переважно заради нікотину; а оскільки сам нікотин не є дуже небезпечним, то якщо він може бути наданий у прийнятній і ефективній як замінник сигарет формі, — мільйони життів можуть бути врятовані». 
У Сполучених Штатах дослідження, засноване на даних опитування Національного анкетування з питань здоров'я з'ясувало, що 73% курців, які перейшли до вживання бездимного тютюну, як частини їх останньої спроби кинути палити були успішними у відмові від куріння. У тому ж дослідженні показник успіху курців, які використовували фармацевтичну нікотиновмісну продукцію у спробі кинути палити знаходився між 0 і 35%.

### Снус
Скандинавський жувальний тютюн — це волога форма бездимного тютюну, який, як правило, розміщується під верхньою губою, і не призначений для куріння чи ковтання. У звіті 2014 року затвердженим Public Health England для визначення інших способів зниження шкоди тютюну, зазначено, що жувальний тютюн «має профіль ризику, який включає можливе збільшення ризику виникнення раку стравоходу і підшлункової залози, і смертельних випадків інфаркту міокарда, але не хронічної обструктивної хвороби або раку легенів». У доповіді снус визначається як «унікальний природний експеримент, як соціально прийнятний, немедичний, економічно доступний і зручний в отриманні продукт для обмеження шкоди і впливу на поширеність тютюнопаління». Вони дійшли висновку, що «не зважаючи на спірність питання, шведський природний експеримент демонструє наступне: не дивлячись на подвійне призначення та первинне використання даного продукту переважно людьми молодого віку, наявність альтернативних нікотиновмісних продуктів зниженого ризику для курців може мати позитивний ефект. У той час як жувальний тютюн, ймовірно, не може стати легальним або політично життєздатним варіантом у Великій Британії, ці дані підтверджують концепцію про вдалість стратегії із зниження шкоди тютюну з метою зменшення поширеності тютюнопаління.» 
На підставі великої кількості свідчень того, що ризики для здоров'я від вживання шведського жувального тютюну є набагато нижчими, ніж при використанні тютюнових виробів для паління, у серпні 2014 року, Swedish Match (виробник) подав клопотання щодо модифікованих тютюнових ризиків застосування продукту (MRTP) з FDA до Центру тютюнових виробів. Основною метою клопотання MRTP є зміна попереджуючих ярликів на бездимних тютюнових виробах, так як вони відображають докази погіршення впливу в порівнянні з палінням. Серед пропонованих змін маркування, клопотання MRTP вимагає заміну поточного попередження: «Цей продукт не є безпечною альтернативою сигаретам» на такий текст: «Тютюнові вироби не є безпечними, але цей продукт передбачає істотно менші ризики для здоров'я, ніж сигарети.» 

## Електронні сигарети
Електронна сигарета — це пристрої з батарейним живленням, які при використанні забезпечують випаровування пропіленгліколю або рослинного гліцерину (або суміш обох) і нікотину під час вдиху. Електронні сигарети є перспективною технологією скорочення шкоди, тому що вони продукують нікотин без небезпечних хімічних домішок в тютюновому димі, залишаючись привабливими для курців. У той час як нормативний статус електронних сигарет у багатьох країнах залишається неясним,  прихильники громадської охорони здоров'я вважають, що електронна сигарета має право зайняти місце в тютюновій стратегії зменшення шкоди. Дослідники громадської охорони здоров'я у Великій Британії встановили, що на кожен мільйон курців, що перейшли на електронні сигарети, у 6 000 летальних випадків на рік, пов'язаних з палінням, передчасній смерті можна було б запобігти. Оскільки затверджені на даний час методи відмови від куріння мають 90% невдач, використання електронних сигарет як основного виду боротьби з тютюнопалінням, швидше за все, істотно знизить ризик виникнення хвороб, пов'язаних з тютюнопалінням у Сполучених Штатах і допоможе врятувати 4.8 млн життів протягом найближчих 20 років. Їх корисність в області скорочення шкоди тютюну як замінник тютюнових продуктів не визначена, але у відповідності до зусиль зменшити кількість хвороб і рівень смертності, пов'язаних з вживанням тютюну, у них є потенціал стати успішною частиною загальної стратегії.
У 2015 році Public Health England, урядове агентство Англії, випустило доповідь, у якій зазначалося, що електронні сигарети, за оцінками, є на 95% менш шкідливі, ніж паління звичайних тютюнових виробів. Вони також виявили, що, як і бажання повністю кинути палити, зменшення шкоди від паління було головною мотивацією у користувачів, і дійшли висновку, що «такі зусилля повинні бути підтримані, але з довгостроковою метою повністю кинути палити.» У програмній урядовій декларації, опублікованій з доповіддю, Public Health England заявив, що «РНЕ очікує появу на ринку вибору медично регульованих товарів, які для курців можуть стати доступними за рецептом.» 

## Постачання нікотину на основі розпилювача
Під керівництвом британської компанії охорони здоров'я "Kind Consumer Limited" створюється альтернативний шлях доставки нікотину на основі вже існуючих інгаляторних технологій. Технологія на даний час знаходиться лише у стадії розробки, і компанія Marketing Authorisation Application подала заяву до британського MHRA щодо ліцензування і патентування технології як затвердженого нікотиновмісного продукту. Ідея ліцензована Nicoventures Limited, дочірнім підприємством British American Tobacco яка відповідає за запуск і комерціалізацію технології як санкціонованого продукту нікотинозамісної терапії. 

## Нікотино-піруватно технологія
Компанія Philip Morris International купила права на нікотино-піруватну технологію, розроблену Джедом Роуз в Університеті Дюка (Duke University). Технологія заснована на хімічній реакції між нікотиновою кислотою і основою, яка виробляє газоподібний нікотин-піруват для інгаляції. Технологія успішно пройшла доклінічне випробування, яке показало надходження нікотину в легені.

## Суспільне сприйняття
На даний час курці залишаються дезінформованими щодо стратегії по скороченню шкоди від тютюну. В соціологічному опитуванні 2004 року, близько 80-100% учасників неправильно оцінили сигарети малої потужності як нікотиновмісні продукти зниженого ризику, у той час як 75-80% помилково вважали, що перехід на бездимний тютюн не має сенсу, оскільки не призводить до скорочення ризику.
Аналогічна плутанина існує і на рахунок електронних сигарет. У Великій Британії, дослідження на замовлення антитютюнового благодійного фонду "Action on Smoking and Health" виявили, що в 2015 році, у порівнянні з минулим роком, "відмічається поширення помилкового твердження, що електронні сигарети можуть бути настільки ж шкідливі, як і куріння". Серед курців, які чули про електронні сигарети, але ніколи їх не використовували, популярність цієї думки майже подвоїлась від 12% у 2014 році до 22% у 2015 р. Благодійний фонд висловив стурбованість тим, що "розповсюдження цього хибного сприйняття ризиків завадить багатьом курцям використовувати електронні сигарети, натомість спонукаючи їх продовжувати палити, що матиме негативний ефект для їх здоров'я і здоров'я їх оточуючих".
У доповіді, підготовленою напівурядовим агентством Англії Public Health England у 2015 році на основі проведених досліджень, зазначається, що в США серед респондентів проведеного соцопитування впевненість у тому, що куріння електронних сигарет безпечніше, ніж звичайних впала з 82% в 2010 році до 51% в 2014. У доповіді прозвучали дорікання щодо «неправильно витлумачених результатів досліджень», які привернули негативну увагу ЗМІ і сприяли розповсюдженню хибної думки, що електронні сигарети є більш шкідливими, ніж куріння. PHE дійшли висновку, що «існує необхідність публікувати найкращі, на сьогоднішній день, результати досліджень, які доводять, що, використання електронних сигарет є приблизно на 95% безпечнішим, ніж куріння звичайних».

## Дивитись також
- Нікотинозамісна терапія
- Зниження шкоди
- Пара електронної сигарети
- Безпечність електронних сигарет